# Branko Ilič
Branko Ilič (Ljubljana, 6 de febrer de 1983) és un futbolista eslovè, que ocupa la posició de defensa.

## Trajectòria
Comença la seua carrera al NK Olimpija, debutant al primer equip el 2003. A causa de la crisi econòmica del club, al gener del 2005 marxa al NK Domžale, on milita any i mig.
El gener del 2007 marxa al Reial Betis, de la primera divisió espanyola, debutant en partit de la Copa del Rei davant els rivals bètics, el Sevilla FC. Debutaria en lliga el 4 de febrer, contra l'Athletic Club, tot donant una assistència de gol a Robert de Pinho. L'estiu del 2007, el Betis realitza l'oferta de compra de l'eslovè per 1,5 milions d'euros. Però, a partir d'ací minvaria la seua aportació a l'equip andalús. Al setembre del 2009 és cedit al conjunt rus del FC Moscou, pel qual signarà definitivament al gener del 2010.

## Internacional
Ha estat internacional amb Eslovènia en 33 ocasions.